# Jean-Pierre Nicolas (homme politique)
Pour les articles homonymes, voir Jean-Pierre Nicolas et Nicolas.
Jean-Pierre Nicolas est un homme politique français, né le 21 octobre 1938 à Moulins (Allier), ancien directeur commercial d'Électricité de France (EDF) Normandie Eure.

## Parcours politique
Il est réélu député le 17 juin 2007, pour la XIIIe législature (2007-2012), dans la 2e circonscription de l'Eure. Il fait partie du groupe UMP. Son épouse, Catherine Nicolas a été députée de cette même circonscription de 1993 à 1997 et conseillère municipale d'Évreux de 1995 à 2001 (tête de liste RPR-UDF en 1995 face au maire sortant PCF), battue en 1997 aux législatives anticipées.
À la suite de la nomination de Jean-Louis Debré à la présidence du conseil constitutionnel, il devient maire d'Évreux en 2007.
Sa liste est battue aux élections municipales de 2008 par celle de Michel Champredon (divers gauche).
En juin 2012, il perd son mandat de député lors des élections législatives au profit du socialiste Jean-Louis Destans.
Lors des municipales 2014 à Évreux, il conduit une liste divers droite intitulée "Notre Parti, c'est Évreux !" qui ne recueille que 8,95 % des suffrages, score insuffisant pour figurer au second tour.
Il annonce par un courrier aux élus de la 2e circonscription de l'Eure sa candidature aux élections législatives de 2017. Dans un contexte de forte abstention, il ne recueille que 5,58 % des voix au premier tour.

### Mandats
- 15 mars 1998 - 16 août 2002 : membre du Conseil régional de Haute-Normandie
- Mars 2001 - 12 mars 2007 : 2e adjoint au maire d'Évreux chargé des Finances (Eure)
- 12 mars 2007 - 21 mars 2008 : maire de la ville d'Évreux
- Mars 2001 - Avril 2007 : Vice-Président de la Communauté d'agglomération d'Évreux
- Avril 2007 - 8 avril 2008 : Président de la Communauté d'agglomération d'Évreux
- Avril 2008 - Mars 2014 :  Conseiller municipal d'Évreux

## Ouvrage
- L'Eure de vérité, 2015, préfacé par Antoine Rufenacht.